# Venstres Kvinder
Venstres Kvinder (VK) var ett danskt kvinnoförbund knutet till det borgerliga partiet Venstre, bildat 1928–1929. Förbundet samlade tusentals kvinnor i hela Danmark, främst på landsbygden. Tillsammans med Venstre och Venstres Ungdom bildade VK studieförbundet Liberalt Oplysnings Forbund 1945. VK är numera en integrerad del av partiet Venstre.